# Danilo D’Ambrosio
Danilo D’Ambrosio (* 9. September 1988 in Neapel) ist ein italienischer Fußballspieler.
Sein Zwillingsbruder Dario D’Ambrosio ist ebenfalls Fußballprofi.

## Karriere

### Im Verein
Danilo D’Ambrosio begann seine Karriere in den Nachwuchsabteilungen der US Salernitana und der AC Florenz, bevor er 2008 zum süditalienischen Verein Potenza SC wechselte, wo er in der Serie C1 sein Debüt als Profi gab. Nach einem halben Jahr wechselte der gebürtige Neapolitaner zur SS Juve Stabia, wo er sowohl in der Lega Pro Prima Divisione als auch – nach dem Abstieg Juve Stabias – in der Lega Pro Seconda Divisione eingesetzt wurde.
2010 wechselte D’Ambrosio zum italienischen Traditionsverein FC Turin. Nach drei Spielzeiten in der Serie B gelang ihm mit seiner Mannschaft der Aufstieg in die Serie A, in der er sich mit Turin halten konnte. Bei Turin stellte D’Ambrosio, der eigentlich rechter Außenverteidiger ist, seine Vielseitigkeit unter Beweis: Er wurde sowohl im rechten als auch im zentralen Mittelfeld sowie als linker Außenverteidiger eingesetzt.
Am 30. Januar 2014 gab Inter Mailand die Verpflichtung des Außenverteidigers bekannt. Bei den Mailändern unterzeichnete er einen Vertrag bis zum 30. Juni 2018.
Zur Saison 2023/24 wechselte er zur AC Monza. Nach zwei Jahren endete sein Vertrag in Monza mit Ablauf der Saison 2024/25, in welcher der Verein in die Serie B abgestiegen war.

### In der Nationalmannschaft
D’Ambrosio lief für verschiedene Nachwuchs-Nationalmannschaften Italiens auf, für die er in elf Spielen zwei Tore erzielen konnte. Am 11. Juni 2010 debütierte er gegen Norwegen in der italienischen U-21-Nationalmannschaft.
Im März 2017 debütierte D’Ambrosio im Freundschaftsspiel gegen die Niederlande. Bis November 2020 gehörte er regelmäßig dem Kader der Squadra Azzurra an und kam auf insgesamt sechs Einsätze.

## Erfolge
- Italienischer Meister: 2020/21
- Italienischer Supercupsieger: 2021
- Italienischer Pokalsieger: 2021/22, 2022/23